# Bouto (Sénégal)
Pour les articles homonymes, voir Bouto (homonymie).
Bouto est un village du Sénégal situé en Basse-Casamance. Il fait partie de la communauté rurale d'Oulampane, dans l'arrondissement de Sindian, le département de Bignona et la région de Ziguinchor.
Lors du dernier recensement (2002), la localité comptait 124 habitants et 17 ménages.